# Liste der Filmfestivals in Slowenien
Die Liste beinhaltet die Namen der Filmfestivals, die in Slowenien stattfinden. Zudem werden genannt: die Jahreszahl der jeweiligen ersten Festival-Ausgabe, der Ort (die Stadt), in dem sich die jeweilige(n) Festival-Spielstätte(n) befinden, sowie die inhaltliche Spezialisierung des jeweiligen Festivals. Hierbei wird die Bezeichnung international verwendet, wenn es hinsichtlich der Produktionsländer der Filme keine geographische Einschränkung gibt. Die Liste ist aufsteigend nach Gründungsjahren geordnet, ein Farbwechsel in den Reihen markiert einen Wechsel im Jahrzehnt des Gründungsdatums.  
| seit | Name des Filmfestivals                                  | Ort         | Ausrichtung                               |
| ---- | ------------------------------------------------------- | ----------- | ----------------------------------------- |
| 1990 | Ljubljana International Film Festival                   | Ljubljana   | international                             |
| 1991 | Festival slovenskega filma (Festival of Slovenian Film) | Portorož    | international                             |
| 2002 | SNIFF – Novo Mesto International Short Film Festival    | Novo mesto  | internationale Kurzfilme                  |
| 2004 | Animateka                                               | Ljubljana   | internationale Animationsfilme            |
| 2004 | GO film fest                                            | Nova Gorica | slowenische Kurzfilme                     |
| 2004 | Kino Otok – Isola Cinema                                | Izola       | Filme aus Afrika, Asien und Lateinamerika |
| 2006 | Filofest                                                | Ljubljana   | internationale Studentenfilme             |